# Галаха
Галаха́, Алаха́ или Халаха (ивр. הֲלָכָה‎, ашкеназ. ало́хо или гало́хо) — традиционное иудейское право, совокупность законов и установлений иудаизма, регламентирующих религиозную, семейную и общественную жизнь верующих евреев. В более узком смысле — совокупность законов, содержащихся в Торе, Талмуде и в более поздней раввинистической литературе, по которым еврей должен себя вести, а также каждый из этих законов (мн. ч. галахот или халахот) в отдельности.
Галахист — изучающий галаху — законодательную часть Талмуда; в отличие от агадиста, изучающего другую часть — агаду.

## Происхождение названия
Слово «галаха» или «халаха» — арамейского происхождения. Происходит от корня הלך (халах) со значением «ходить», которому было придано значение «принятый путь», «закон».
В грамматически прямой форме впервые применено в Мишне, а в сопряжённой форме (ивр. סמיכות‎, смихут) встречается в иудео-арамейском переводе Танаха Онкелоса (Таргум Онкелос), где фраза «по праву дочерей израильских» (Исх. 21:9) звучит на иудео-арамейском языке Талмуда (ивр. כהלכת בנת ישראל‎ ке-хилхат бнат Исраэль).
Понимаемый вначале как постановление, решение по конкретному поводу, термин «галаха», сохраняя первоначально узкий смысл, стал со временем служить обозначением и всей правовой и религиозной системы иудаизма.

## Различия в интерпретации
В то время как ортодоксальные евреи воспринимают галаху как твёрдо установленный закон, некоторые другие деноминации внутри иудаизма (например, представители реформистского иудаизма) считают возможным интерпретирование галахи и изменение законов и установлений под влиянием новых моделей поведения и окружающего общества.

## Содержание галахи
Поскольку жизнь ортодоксальных евреев во всех своих проявлениях регулируется религиозными предписаниями, Галаха включает в себя все религиозные заповеди и законодательные установления иудаизма и многие дополнения к ним. Кроме того, в сферу галахи входят правовые решения различных раввинов, устанавливающие нормы религиозного поведения или утверждающие отдельные законы.
Ортодоксальный иудаизм имеет широкий спектр мнений о ситуациях, в которых изменение галахи допустимо. Харедим, в общем, считают, что даже обычаи должны быть сохранены, а существующие прецеденты не могут быть пересмотрены. Религиозные сионисты считают допустимым внесение изменений в обычаи и пересмотр применения на практике законов в соответствии со строго установленной процедурой.

## Источник галахи
В еврейском галахическом праве можно выделить пять групп законов.
1. «Полученные объяснения» (ивр. פירושים מקובלים‎ перушим мекубалим), то есть законы, написанные в Торе (Письменном Законе) и понимаемые в соответствии с устной традицией, полученной Моисеем на Синае.
2. Законы, не имеющие оснований в Письменной Торе, но по преданию полученные Моисеем одновременно с ней[15]. Их называют «халахой, полученной Моисеем на Синае[англ.]»[источник не указан 2128 дней] (ивр. הלכה למשה מסיני‎ халаха ле-моше ми-синай)[16] или сокращённо — галаха с Синая.
3. Законы, установленные мудрецами на основе анализа текста письменной Торы при использовании определённых методов толкования Торы (ивр. פירושים מחודשים‎ перушим мехудашим). Статус этой группы законов приравнен к законам, написанным в Торе напрямую.
4. Законы, установленные мудрецами с целью оградить евреев от нарушения законов Торы (ивр. גזירות‎ гезерот).
5. Установления мудрецов, регулирующие жизнь еврейских общин (ивр. תקנות‎ таканот)[17].

## Развитие галахи
Хотя собрания законов появляются ещё в Торе, понятие галаха возникает в послебиблейское время и подразумевает, как правило, устный закон, в противоположность письменному.
Согласно ортодоксальной традиции, галаха была дана Богом Моисею на горе Синай как составная часть истолкования Торы. Кроме того, уже Моисей, а вслед за ним и мудрецы следующих поколений, устанавливают законы, которые становятся частью галахи. Общий комплекс галахи в составе устной Торы передавался изустно из поколения в поколение, пока не был записан в Мишне.
Развитие галахи начинается во времена Ездры, когда евреи приняли всю Тору как обязательное руководство в жизни.
Развитие галахи диктовалось тем, что законы, записанные в Торе, нуждались в истолковании, и в точном определении их конкретного применения в различных и меняющихся социальных и бытовых условиях.
Процесс развития галахи, продолжающийся и в наши дни, можно условно разделить на ряд периодов.

### Ранний период
Устное толкование Торы, по-видимому, началось вскоре после её объявления письменным законом (между серединой V в. до н. э. и началом IV в. до н. э.). Основоположником устного толкования предписаний Торы традиция считает Ездру, основываясь на свидетельстве Библии о его деятельности (Езд. 7:10,11). Однако о ходе развития галахи до эпохи Хасмонеев мало что известно.
Видимо, значительную роль в этом процессе играли «Мужи Великого Собрания» (ивр. אנשי כנסת הגדולה‎ аншей кнесет ха-гдола). Им приписывается получение закона от пророков и вручение его последующим законоучителям (Мишна, Авот 1:1), а также введение самих понятий Мидраш (в широком смысле изучения закона), галаха и агада и установление ряда религиозных обычаев. Существенной была и роль софрим, по мнению некоторых исследователей, основателей Великого Собора. Их деятельность состояла в изложении галахических норм и традиций и в извлечении новых галахот из текста Священного Писания в ходе его толкования, что было тесно связано с их занятиями по обучению Торе.

### Период таннаев
Древнейшие учителя галахи назывались таннаи и амораи и занимались толкованием галахи. Гиллель и рабби Шимон бен Гамлиель сформулировали правила толкования, посредством которых галаха выводилась из библейских текстов и, следовательно, восходила к «синайскому откровению». Мишна, составленная рабби Иехудой ха-Наси, стала основным текстом галахи, и всё дальнейшее развитие еврейского закона опирается на мишну или комментарии к ней. Более поздние законоучители назывались савораи, гаоны и софрим.

## Официальный статус в Государстве Израиль
В современном Израиле Тора и Талмуд признаются одним из источников (гражданского) права, на которые опираются суды, в том числе и при толковании применения законодательства, принятого Кнессетом.
10 ноября 2009 года министр юстиции Израиля Яаков Нееман заявил, в частности: «Шаг за шагом мы будем даровать гражданам Израиля законы Торы и сделаем галаху основным законом страны. Мы должны вернуть народу наследие отцов. Тора даёт ответы абсолютно на все вопросы, встающие перед нами».